# Хинан, Бобби
Рэймонд Луис Хинан (англ. Raymond Louis Heenan, 1 ноября 1944, Чикаго, Иллинойс — 17 сентября 2017, Ларго, Флорида) — американский менеджер и комментатор в рестлинге, рестлер и комик, наиболее известный по работе в American Wrestling Association (AWA), World Wrestling Federation (WWF, ныне WWE) и World Championship Wrestling (WCW) под именем Бобби «Мозг» Хинан.
Его часто называют величайшим менеджером в рестлинге всех времен, он был известен своим умением вызывать негативную реакцию толпы на себя и своих рестлеров. Он работал в паре со многими рестлерами, включая Ника Боквинкеля, который выиграл с ним титул мира в AWA в тяжёлом весе, и стал неотъемлемой фигурой рестлинг-бума 1980-х годов, будучи менеджером Кинг-Конга Банди и Андре Гиганта в матчах с Халком Хоганом на «WrestleMania 2» и «WrestleMania III» соответственно. В разные годы его карьеры рестлеры под его руководством были известны под общим названием «Семья Хинан».
Известный своим быстрым умом и комедийными способностями, Хинан также выступал в качестве комментатора и запомнился перепалками на экране с Гориллой Монсуном. За пределами рестлинга Хинан стал автором двух книг, участвовал в многочисленных телевизионных шоу и некоторое время вел пародийное ток-шоу под названием «Шоу Бобби Хинана» во время WWF Prime Time Wrestling. В 2001 году на «WrestleMania X-Seven» после семнадцатилетнего пребывания в качестве комментатора в рестлинге Хинан ушел в отставку, но продолжал спорадически выступать в нескольких промоушенах. В 2002 году у него был диагностирован рак горла, что ограничило его выступления в последующие годы, и он умер от осложнений болезни в 2017 году. Среди прочих наград, он был включен в Залы славы рестлинга, WWE и Wrestling Observer.

## Ранняя жизнь
Раймонд Луис Хинан родился в Чикаго, Иллинойс, 1 ноября 1944 года. Хинан бросил школу в восьмом классе, чтобы содержать свою мать и бабушку. Будучи поклонником реслинга, выросшим в Чикаго и Индианаполисе, он рано начал работать в реслинге, разнося сумки и куртки для рестлеров и продавая прохладительные напитки на мероприятиях.

## Смерть

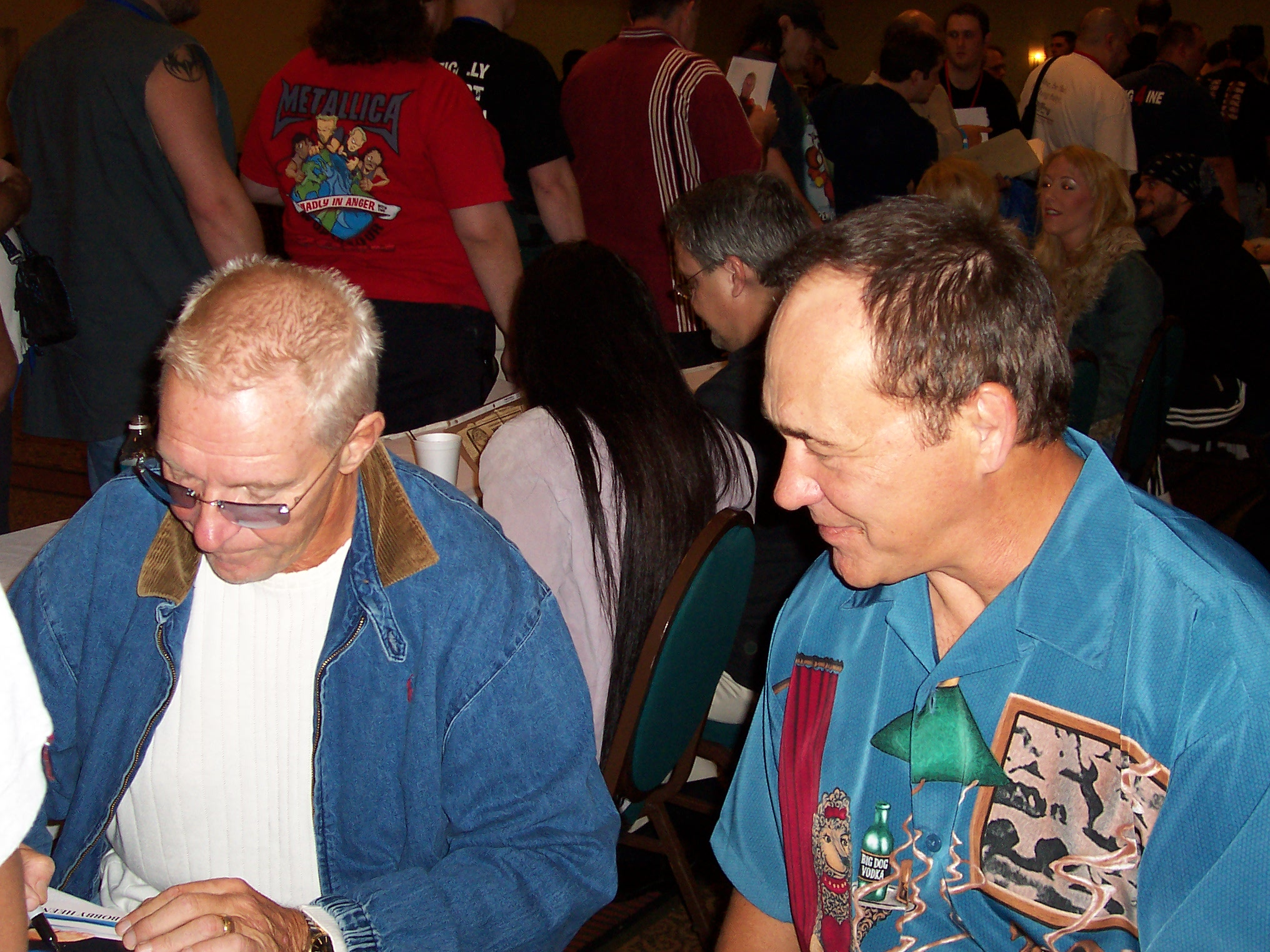
Хинан (слева) и Ларри Збышко в 2005

В январе 2002 года Хинан объявил, что у него рак горла. К 2004 году рак перешел в стадию ремиссии. Лечение вызвало значительную потерю веса, резко изменило его внешность и голос. В декабре 2007 года Хинан перенес реконструктивную операцию на челюсти, после того как первая операция оказалась неудачной. Он был введен в медикаментозную кому и медленно выведен из неё. Во второй половине января 2008 года он вышел из медикаментозной комы. Некоторое время Хинан не мог говорить и вынужден был общаться с помощью глаз. В декабре 2009 года Хинан был госпитализирован после того, как при осмотре его восстановленной челюсти была обнаружена инфекция, которую необходимо было лечить. В последние несколько лет жизни он пережил ряд падений. В 2010 году при падении он сломал бедро и плечо, а также перелом таза. В апреле 2014 года он упал с кровати и сломал плечо. В мае 2016 года он снова упал и сломал бедро.
17 сентября 2017 года Хинан умер в возрасте 72 лет в окружении семьи в своем доме в Ларго, Флорида. Причиной его смерти стал отказ органов из-за осложнений рака горла, который находился в ремиссии с 2004 года.

## Личная жизнь
С 21 июня 1978 года и до своей смерти Хинан был женат на бывшей Синтии Джин Перретт (известной как Синди). У них родилась дочь Джессика. У него также было двое внуков.
Хотя на экране они часто враждовали, на самом деле Хинан был очень близок со своим партнером по трансляции WWF Гориллой Монсуном. Он также был близким другом с комментаторами Джином Окерлундом и Майком Тинэем. Различные другие люди, связанные с рестлинг-бизнесом, включая Джима Росса, Халка Хогана и Теда Дибиаси, отметили свои близкие дружеские отношения с Хинаном на своих аккаунтах в Твиттере после его смерти.

## Наследие

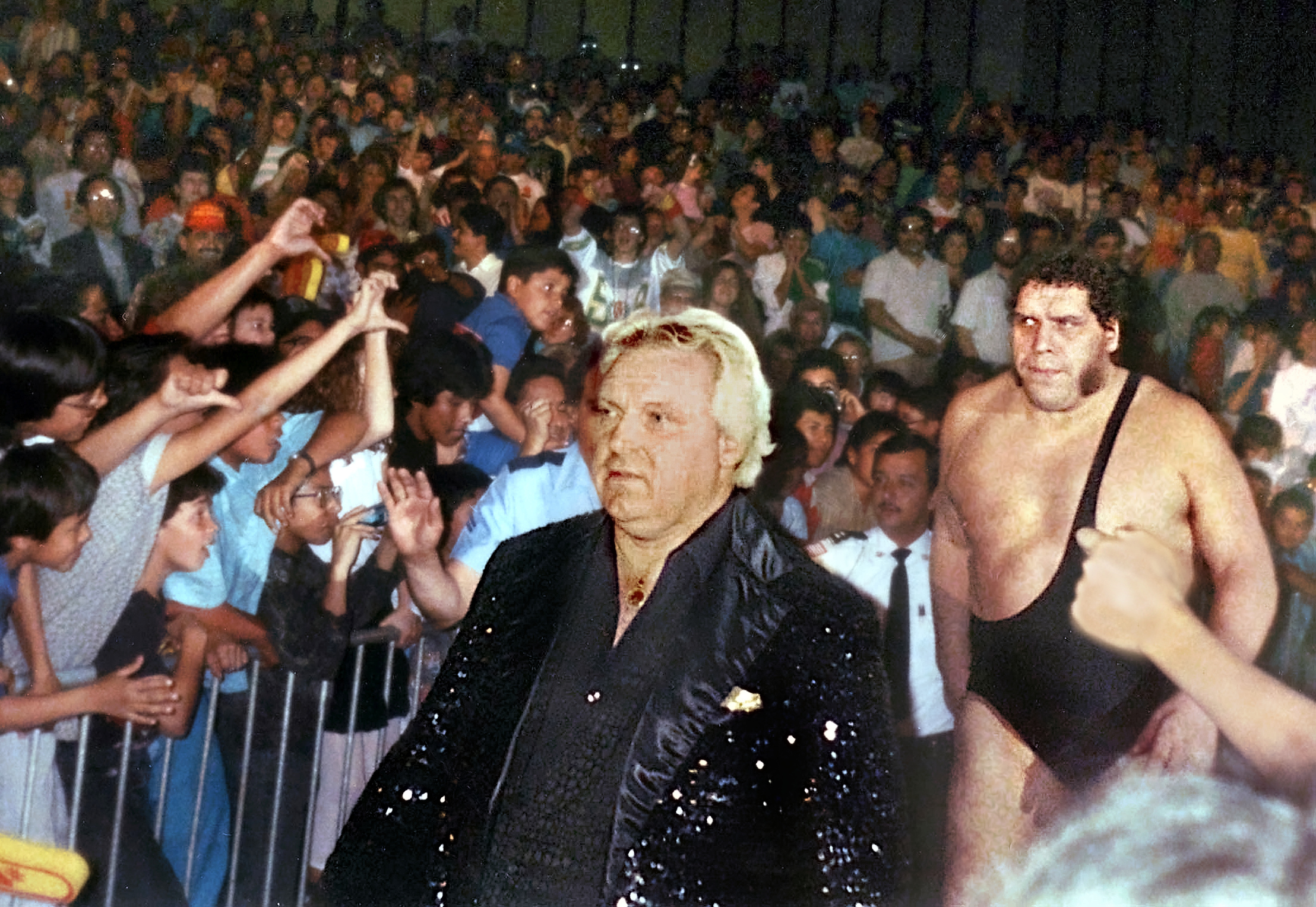
Хинан (слева) ведёт к рингу Андре Гиганта

Многие считают Хинана величайшим менеджером в рестлинге всех времен, включая WWE, которые в 2011 году включили его в список 25 величайших менеджеров. Обозреватель The Post and Courier Майк Мунихэм сказал, что Хинан стал образцом для менеджеров, а его коллега Джим Корнетт сказал: «Он сформировал в моем сознании как фаната и исполнителя то, каким, по моему мнению, должен быть менеджер». Автор Брайан Шилдс отмечает, что многие считают его «одной из самых значительных фигур в истории рестлинга». За свою работу по продвижению матча Андре Гиганта с Халком Хоганом на «WrestleMania III», который часто упоминается как самый известный матч американского рестлинга, Хинан получил шестизначное вознаграждение — возможно, самый большой гонорар в карьере менеджера. Радиоведущий Питер Розенберг считает Хинана личным героем и называет его лучшим комментатором, менеджером и плохим парнем в истории WWE. Розенберг заявил, что Хинан «действовал на нескольких уровнях», добавив: «Если ты был маленьким ребёнком, он был обёрткой для твоего героя. Став взрослым, вы оглядываетесь назад и понимаете, насколько он был гением комедии».
Его давний экранный соперник Халк Хоган написал в предисловии к книге Хинана Bad Boy Tells All: «Бобби был легендарным рестлером… Он войдет в книги как человек, который овладел этим ремеслом». Эти комментарии повторил Трипл Эйч, который сказал, что Хинан был одним из лучших талантов на ринге, но решил стать менеджером. Журналист Уэйд Келлер утверждает, что от других менеджеров его отличала способность принимать «огромные удары» (падения на мат после нападения). Историк профессионального рестлинга Джордж Шир высоко оценил его способности на ринге, прокомментировав: «Бобби был хорошим атлетом — перепрыгивая через канаты, он мог делать всё. И неважно, был ли он менеджером или рестлером, он мог завести толпу так хорошо, как никто другой».
Его комедийные способности высоко оценил Дэйв Мельтцер из Wrestling Observer Newsletter, который написал, что Хинан мог бы стать успешным телевизионным актёром. Комик Дэвид Леттерман стал поклонником Хинана после того, как увидел его в WWA. Комментатор Джим Росс назвал Хинана величайшим талантом в истории рестлинг. Росс высоко оценил способности Хинана как комментатора, заявив: «Он был естественно смешным… и усиливал каждого рестлера, включая героев, даже если Бобби не поддерживал любимцев фанатов в качестве комментатора-злодея. Хинан делал то, к чему должен стремиться каждый комментатор, а именно: делал рестлером большими звездами, чем они есть, и приукрашивал телевизионный персонаж каждого из них».

## Титулы и достижения
- Cauliflower Alley Club
  - Премия Майка Мазурки (2004)
- Pro Wrestling Illustrated
  - Менеджер года (1972, 1976, 1989, 1991)
  - Премия Стэнли Уэстона (2012)
- Pro Wrestling Report
  - Премия за жизненные достижения (2009)
- Зал славы и музей рестлинга
  - С 2006 года
- St. Louis Wrestling Hall of Fame
  - С 2010 года
- World Wrestling Entertainment
  - Зал славы WWE (с 2004 года)
- Wrestling Observer Newsletter
  - Лучший комментатор (1992—1994)
  - Зал славы WON (с 1996 года)